# Château de la Bretonnière
Pour les articles homonymes, voir Bretonnière.
Le château de la Bretonnière est un château situé sur la commune de Vigneux-de-Bretagne dans le département de la Loire-Atlantique.

## Localisation
Le château de la Bretonnière et ses dépendances sont situés à 1,5 km au nord-ouest du bourg de Vigneux, au cœur d'un parc de 50 hectares de futaies sur les bords d'un étang d'une superficie de plus de 1,5 hectare.

## Historique
Cet ancien relais de chasse des ducs de Rohan qui remonterait au XVe siècle. Le château passa aux mains des Charette, ensuite aux Monti de Rezé, puis à M. d'Izarn.
Durant la seconde guerre mondiale, il est utilisé comme école d'espionnage
Il appartient actuellement à la famille de la Grandière.
Il accueille des réceptions, des séminaires et des repas festifs (mariages…).

## Architecture
Hormis une tour qui daterait du XVIe siècle, l'actuel château a été construit aux XVIIIe et XIXe siècles dans le style néogothique breton.

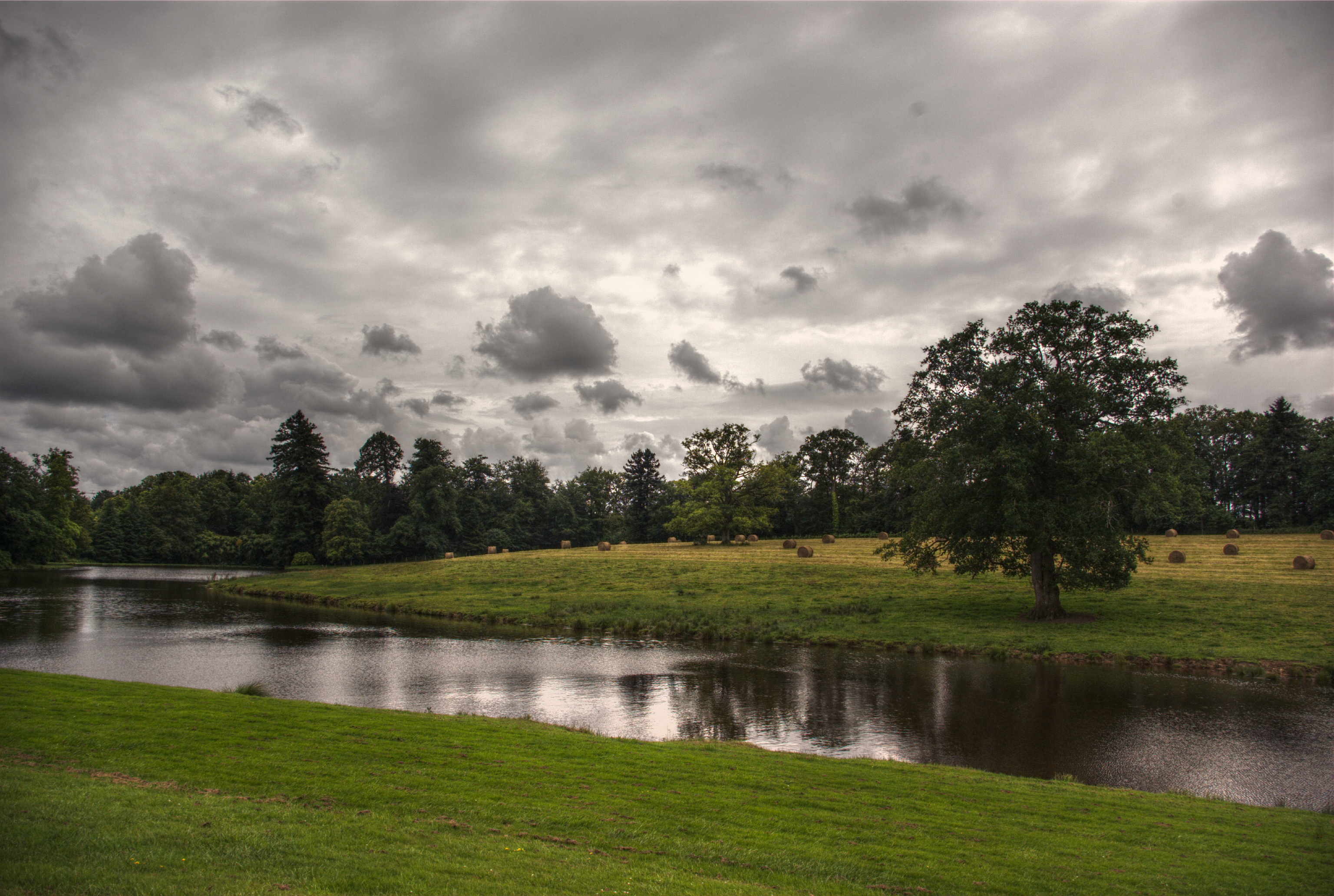
Le parc du château